# Maria Fagyas
Maria Fagyas (anhörenⓘ geboren 14. Februar 1905 in Budapest, Österreich-Ungarn; gestorben 24. Juni 1985 in Palm Springs, Kalifornien) war eine ungarisch-amerikanische Romanautorin und Theaterautorin.

## Leben
Mária Helena Fagyas ging in Budapest zur Schule und studierte dort. Ihr Vater Géza Fagyas fiel als Oberleutnant der österreich-ungarischen Armee in den ersten Kriegswochen des Ersten Weltkriegs am 9. Oktober 1914. Fagyas zog 1925 nach Berlin. Sie war mit dem ungarischen Theater- und Filmautor László Bús-Fekete verheiratet. 1937 wanderten beide in die USA aus. In den USA nahm sie den Namen Mary Helen Fay, dann auch Mary Bush-Fekete an. Maria Fagyas schrieb Bühnenstücke in englischer Sprache und übersetzte für Franz Werfel Der veruntreute Himmel ins Englische. 1963 legte sie ihren ersten Roman vor, der sogleich den „Edgar Allan Poe Special Award“ erhielt.

## Inspektor Nemetz und die ungarische Revolution 1956
Im Roman Die Fünfte liegen an einem Abend während der Revolutionstage 1956 in Budapest auf einer Straße fünf Frauenleichen, und nur weil Inspektor Nemetz schon mittags den gleichen Weg gegangen war, fällt ihm auf, dass jetzt fünf statt vier Frauenleichen auf dem Pflaster liegen. Nemetz beginnt dickköpfig mitten im politischen Massenmord einem privaten Mordfall nachzugehen. Fagyas konstruiert in diesem Roman den mentalen Zweikampf zwischen dem Mörder und dem Polizisten, den letzterer verliert, wobei aber die Gerechtigkeit auf absurde Weise zum Zuge kommt: der Mörder wird von der russischen Interventionsmacht für etwas bestraft, was er nicht begangen hat.

## Adolf Hofrichter
Die „Hofrichter-Affäre“ 1909 bildete die Vorlage für den Roman The Devil’s Lieutenant (Der Leutnant und sein Richter), den Fagyas ihrem im Ersten Weltkrieg gefallenen Vater widmete.
Am 17. November 1909 wurde der Hauptmann i. G. Richard Mader in seiner Wohnung in der Hainburgerstraße in Wien mit einer Zyankalivergiftung aufgefunden. Die Polizei fand bei ihm eine Schachtel mit Pastillen, die als potenzfördernde Mittel angepriesen wurden. Unterzeichnet war der Werbebrief von einem „Charles Francis“. Ähnliche Postsendungen waren neun weiteren jungen Offizieren zugesandt worden, die Absolventen des Generalstabslehrgangs 1905 waren.
Bei Oberleutnant Adolf Hofrichter, der ebenfalls diesem Ausmusterungsjahrgang angehört hatte und nun beim Infanterieregiment Nr. 14 Großherzog von Hessen in Linz stationiert war, wurden gleichartige Schachteln gefunden, und eine Schriftprobe erhärtete den Verdacht. Hofrichter gestand dem militärischen Untersuchungsrichter Jaroslav Kunz die Giftanschläge und gab als Motiv seine Benachteiligung bei der Auswahl zum Generalstab an, widerrief allerdings das Geständnis. Hofrichter wurde im Mai 1910 in einem Militärgerichtsverfahren im Wiener Garnisonsgericht am Hernalser Gürtel zu zwanzig Jahren schwerem Kerker verurteilt. Adolf Hofrichter wurde in die Militärstrafanstalt Möllersdorf eingewiesen und wurde in der Österreichischen Republik 1919 freigelassen. Über den Fall hatten seinerzeit auch Max Winter und Karl Kraus berichtet, Egon Erwin Kisch ließ 1928 von seiner Stellungnahme für Hofrichter ab, als dieser nationalsozialistische Sympathien äußerte.
Fagyas spitzt die Romanhandlung auf die Auseinandersetzung zwischen Hofrichter und dem Ermittler um das Geständnis zu.
Der Vorabdruck der deutschen Übersetzung erschien 1971 als Fortsetzungsroman in der Illustrierten Stern.

## Die Witwenmacherin
Der Roman Die Witwenmacherin ist eine freie Bearbeitung einer Mordserie in der ungarischen Gemeinde Tiszazug in den 1920er Jahren.

## Verfilmungen
- Der Leutnant und sein Richter (1983) Regie: John Goldschmidt Drehbuch: Jack Rosenthal IMDb mit Helmut Griem
- Verurteilt 1910 IMDb ORF 1974, Regie Jörg A. Eggers u. a. mit Klausjürgen Wussow

## Werke
- Die Fünfte. Übersetzung Konrad Fuchs. Tübingen: Wunderlich 1965 (The Fifth Woman, New York 1963)
- Die Witwenmacherin. Übersetzung Konrad Fuchs. Tübingen: Wunderlich 1967 (The Widowmaker, New York 1966)
- Die Zwillingsschwester. Übersetzung Irene Ohlendorf. Reinbek: Rowohlt 1977, ISBN 3-498-02033-1 (The Twin Sister, New York 1970)
- Der Leutnant und sein Richter. Übersetzung Isabella Nadolny. Reinbek: Rowohlt 1971 (The Devil’s Lieutenant, New York, 1970)
- Der Tanz der Mörder. Übersetzung Irene Ohlendorf. Reinbek: Rowohlt 1974, ISBN 3-498-02033-1 (Dance of Assassins, New York 1973)
- Court of Honor, New York 1978

## Theaterstücke
- Alice in Arms (Vorlage: Star in the Window), Komödie (als Mary Helen Fay zusammen mit: L. Bush-Fekete, Sidney Sheldon) produziert bei: „National Theatre, E Street Theatre Corporation“ 31. Januar 1945 worldcat
- Der Seiltänzer, Komödie, aufgeführt 1984 bei der „Jungen Bühne Bremerhaven“ jungebühne.de
- Enkel Tom (mit Ladislaus Bush-Fekete), Komödie. Übersetzung Hans Jaray (Originaltitel: Tommy)
- Court of honor New York: Simon and Schuster, 1978. (als M Bush-Fekete)
- Adam’s Garten. Komödie (mit L. Bush-Fekete). Mschr. vervielf. Dt. v. Gina Kaus. Österr. Bühnenverl. Wien, nach 1945 (als Mary Helen Fay) (ÖNB Katalog 1930–1991)
- Suszy oder Suszanne? [Lot’s Wife. Deutsch.] [Neuer Titel: Hexenschuß.] Lustspiel (mit Ladislaus Bus-Fekete). Übers. u. bearb. v. Joseph Glücksmann. Bühnen-Ms. – Wien: Marton 1953 (als Mary Bus-Fekete). (ÖNB Katalog 1930–1991) Unter dem Titel Hexenschuß am Akademietheater in Wien am 28. Juni 1954.

## Drehbücher
- La quinta donna (1980) Regie: Alberto Negrin IMDb mit Klaus Maria Brandauer (als Maria Fagyas)
- Der veruntreute Himmel, Drehbuchvorlage des Romans von Franz Werfel von Mary Helen Fay und Leslie Bush-Fekete. Drehbuch und Regie Ernst Marischka (1958)
- Lassie (zwei Folgen, 1960–1961) als Mary Helen Fay
- The Girl Next Door (1953) mit anderen Autoren und Laszlo (als Mary Helen Fay) IMDb
- Immer und noch ein Tag (1965) (TV). Für den Sender Freies Berlin (SFB) schrieben beide 1965 das Drehbuch Regie: Hans Quest (als Mary Bush-Fekete) IMDb

## Theaterbearbeitungen
- Franz Werfel: Der Abituriententag. Die Geschichte einer Jugendschuld (1928): Schauspiel / von M. u. L. Bush-Fekete. Übers. von Gina Kaus Frankfurt am Main: S. Fischer ca. 1960
- Franz Werfel: Embezzled Heaven (Der veruntreute Himmel), Bühnenbearbeitung durch Ladislaus Bush-Fekete und Mary Helen Fay, Embezzled heaven, a play in a prologue and three acts, New York, Viking Press, 1945, wurde am 31. Oktober 1944 in New York uraufgeführt im National Theatre, Broadway und 1948 in Heidelberg.[7]